# L'esplosivo piano di Bazil
L'esplosivo piano di Bazil (Micmacs à tire-larigot) è un film del 2009 diretto e co-sceneggiato da Jean-Pierre Jeunet.
L'esplosivo piano di Bazil segna il ritorno dietro la macchina da presa da parte di Jeunet a 5 anni di distanza da Una lunga domenica di passioni e un ritorno da parte del regista alla commedia satirica che aveva caratterizzato il suo esordio con Delicatessen (1991).

## Trama
Bazil è un uomo a cui la vita non è stata gioiosa: rimane orfano di padre morto in giovane età a causa di una mina antiuomo nel Sahara Occidentale, la madre viene internata in un manicomio e lui viene spedito in un severo collegio di suore da cui scappa. Dopo molti anni sembra aver trovato una stabilità e un lavoro presso una videoteca, ma una notte egli assiste ad una sparatoria e viene intercettato accidentalmente da un proiettile, che risulta in seguito impossibile da togliere senza che lui muoia e che gli provoca delle allucinazioni. A seguito di questo ennesimo sfortunato evento viene sfrattato di casa e perde il lavoro, ma viene "adottato" da una bizzarra congrega di senzatetto e freaks a Tire-Larigots, una fantastica grotta costruita nel cuore di una montagna di materiali riciclati.
C'è Remington, un uomo africano che parla solo con detti e proverbi, Calculette, che ha la dote di calcolare tutto con precisione millimetrica, Fracasse, un ex uomo cannone, Placard, sopravvissuto alla ghigliottina, Cacciù, una contorsionista, Petit-Pierre, che armeggia con automi e meccanismi di ogni tipo e infine Tambouille, la cuoca che ha adottato tutta questa tribù. Mentre si abitua a questa nuova vita, scopre quasi per caso sia i produttori del proiettile che lo ha colpito sia della mina che uccise il padre: La Vigilante de l'Armement e Les Arsenaux d'Aubervilliers, di proprietà rispettivamente di Nicolas Thibault de Fenouillet, individuo all'apparenza calmo e con la macabra passione di collezionare parti del corpo di personaggi famosi, amico personale del Presidente della Repubblica e François Marconi, individuo impulsivo e particolarmente irritabile, che hanno sede ai lati opposti di una stessa strada.
Deciso a farla pagare ad entrambe le imprese, escogiterà un intricato piano per metterle una contro l'altra, grazie anche all'aiuto dei suoi nuovi amici: per prima cosa fa fallire delle consegne di prototipi di arsenali, dopodiché reca danni di natura personale ad entrambi i dirigenti, facendogli credere ad uno che la colpa sia dell'altro e viceversa, fino a che i due non cominciano a sabotarsi a vicenda. Durante un'effrazione a casa di Marconi, però, Bazil rimane intrappolato e costretto a rimanere nel suo nascondiglio a causa di alcuni vecchi clienti di Marconi che in precedenza lui aveva fatto arrestare, che credono l'industriale colpevole e per questo intendono ucciderlo, ma vengono eliminati da Thibault, il quale si reca personalmente a casa del suo rivale per ucciderlo, ma entrambi scoprono Bazil e, avendolo già incontrato in precedenza, capiscono che la causa dei loro problemi è lui.
Dopo essersi temporaneamente alleati, i due industriali decidono di portare Bazil in un luogo sicuro per eliminarlo, ma vengono intercettati dagli amici di Bazil, che lo salvano e li sequestrano. I senzatetto fanno credere loro di essere stati deportati in Africa e sono alla mercé delle vittime delle loro vendite di armi. Marconi e Thibault de Fenouillet, credendo di ottenere clemenza dai loro carcerieri, confessano le loro rispettive complicità con vari gruppi e fazioni terroristiche e a quel punto i protagonisti rivelano il loro travestimento e una videocamera. La confessione è condivisa online, causando la rovina di entrambi gli uomini e le loro imprese, mentre Bazil festeggia con i suoi amici e con Cacciù, con la quale ha iniziato una relazione.

## Produzione
Il film inizialmente doveva avere come protagonista Jamel Debbouze, che aveva già lavorato con Jeunet in Il favoloso mondo di Amélie, ma l'attore abbandonò il progetto poche settimane dopo l'inizio delle riprese per incompatibilità artistiche ed economiche col regista. Il ruolo in seguito venne dato a Dany Boon, reduce del successo di Giù al Nord.
Le riprese del film si sono svolte tra Parigi e il Marocco.

## Distribuzione
Il film è stato presentato in anteprima mondiale al Toronto International Film Festival, in Canada il 15 settembre 2009 ed è stato distribuito nelle sale cinematografiche francesi a partire dal 28 ottobre dello stesso anno. In Italia la distribuzione è iniziata il 17 dicembre 2010.